# Jeff Otah
(en) Statistiques sur pro-football-reference
Jeffrey C. Otah (né le 17 juin 1986) est un joueur nigérian de football américain.

## Enfance
Otah naît au Nigéria. Il déménage dans le Bronx à New York à l'âge de 7 ans avant de s'installer à New Castle dans le Delaware à l'âge de 13 ans. Il étudie à la William Penn High School de New Castle.

## Carrière

### Université
Il entre à l'université de Pittsburgh où il joue pour l'équipe de football américain des Panthers. Lors du Pro Day, il se fait repérer par l'entraîneur John Fox qui en fait sa priorité pour le draft.

### Professionnel
Jeff Otah est sélectionné au premier tour du draft de la NFL de 2008 par les Panthers de la Caroline au dix-neuvième choix. Otah s'impose tout de suite comme offensive tackle titulaire. Néanmoins, il se blesse au genou durant le camp d'entraînement 2010 et doit subir une intervention chirurgicale en août. Les Panthers placent Otah dans l' Injured reserve, mettant fin à la saison d'Otah. Il revient au début de la saison 2011 et joue quatre matchs comme titulaire mais de nouveau problèmes de genou l'oblige à déclarer forfait, une nouvelle fois, pour le reste de la saison.

## Palmarès
- Équipe de la conférence Seaboard 2004 et 2005
- MVP de la conférence Seaboard 2005
- Équipe de la conférence Big East 2007